# Santa Isabel do Pará
Santa Isabel do Pará – miasto i gmina w Brazylii, w stanie Pará. Znajduje się w mezoregionie Metropolitana de Belém i mikroregionie Castanhal.